# Big Leaguer
Big Leaguer ist ein US-amerikanischer Sportfilm aus dem Jahr 1953. Er ist die erste Regiearbeit Robert Aldrichs. Die Geschichte des Films ist frei erfunden, der Charakter Hans Lobert allerdings war ein Baseballspieler. Das Budget für den Film betrug 800.000 $.

## Handlung
John „Hans“ Lobert betreibt ein Trainingslager in Florida für das Baseballteam der New York Giants. Er versucht jedes Jahr aus den vielen Spielern zwischen 18 und 22 Jahren die besten für die Minor League Baseball zu finden. Alle haben Träume und Talente, aber die Auswahl trifft immer nur ein paar Glückliche, die dann einen Vertrag über 150 Dollar pro Monat erhalten.
Loberts Nichte aus New York fühlt sich zu Adam Polachuk, einem der Spieler, hingezogen und der große, ruhige Polachuk würde deshalb besonders gern zum Auswahl-Team gehören. Er hat sogar die beste Aussicht sich einen Platz im Team zu sichern. Dabei versucht er um jeden Preis zu verhindern, dass sein Vater davon erfährt, denn dieser hat für seinen Sohn die Juristenkarriere im Blick und erwartet, dass Adam sein Studium erfolgreich beendet. Als er es dann doch herausfindet verbietet er Adam weiter Baseball zu spielen. Da ein entscheidendes Spiel der Giants ansteht versucht Trainer Lobert Adams Vater zu überreden, seinen Sohn mitspielen zu lassen. Lobert hat Erfolg und Adam ist der Star des Spiels, das die  Giants dann auch durch ihn gewinnen.

## Hintergrund
Eine Reihe von damals aktiven Baseballspielen verkörpern sich selbst in Nebenrollen.

## Kritiken
Filmkritiker Dennis Schwartz fand den Film recht fade. Er schrieb, das „langweilige Baseball-Melodrama einer Buschliga“ erzähle „von einer verlorenen Ära […], als Baseball der nationale Zeitvertreib war.“ (original: „The boring bush league baseball melodrama tosses softball batting practice pitches, as it tells of a lost era when baseball was the national past-time.“)
Micheal Barrett von popmatters.com konzentrierte sich auf den Regisseur Robert Aldrich und schrieb: „This was his feature debut after a long apprenticeship and a number of TV episodes. It's generally overlooked in his filmography because he himself said it wasn't a personal work and it certainly went unnoticed. Still, it's made to order as an example of what critic Richard Combs (quoted in American Film Directors, Volume Two) called ‚the desired end of any Aldrich film, the achievement of maturity.‘“